# Eucrostes roseata
Eucrostes roseata là một loài bướm đêm trong họ Geometridae.